# Hydrovatus nimbaensis
Hydrovatus nimbaensis är en skalbaggsart som beskrevs av Guignot 1954. Hydrovatus nimbaensis ingår i släktet Hydrovatus och familjen dykare. Inga underarter finns listade i Catalogue of Life.